# Richardsonara
× Richardsonara (abreviado  Rchna) es un híbrido intergenérico entre los géneros de orquídeas Aspasia × Odontoglossum × Oncidium. Fue publicado en Orchid Rev. 90(1067, cppo): 8 (1982).